# Kanton Recey-sur-Ource
Recey-sur-Ource is een voormalig kanton van het Franse departement Côte-d'Or. Het kanton maakte deel uit van het arrondissement Montbard. Het werd opgeheven bij decreet van 18 februari 2014, met uitwerking op 22 maart 2015. Alle gemeenten werden opgenomen in het kanton Châtillon-sur-Seine.

## Gemeenten
Het kanton Recey-sur-Ource omvatte de volgende gemeenten:
- Beneuvre
- Bure-les-Templiers
- Buxerolles
- Chambain
- Chaugey
- Essarois
- Faverolles-lès-Lucey
- Gurgy-la-Ville
- Gurgy-le-Château
- Leuglay
- Lucey
- Menesble
- Montmoyen
- Recey-sur-Ource (hoofdplaats)
- Saint-Broing-les-Moines
- Terrefondrée
- Voulaines-les-Templiers